# Golden Beach (Cipro)
La Golden Beach ("Spiaggia d'oro" in Italiano) (in turco: Altın Kumsal; in greco Ναγγομὶ?, Nangomὶ noto anche come : Χρυσή Ακτή, traslitterato: Chrysí Actí (ellenizzazione del nome turco), e Pashi Amos ("Spiaggia di sabbia grassa")) è un'ampia spiaggia di sabbia, situata vicino a Rizokarpaso nella penisola del Karpas, a Cipro del Nord.

## Geografia
La spiaggia si estende per circa quattro chilometri da capo Galunopetra (Iyitaş) a est a capo Jyles a sud-ovest. Nella parte orientale, le dune si estendono fino a 500m verso l'interno. L'area della spiaggia è separata in due sezioni da una piccola collina, Adatepe, e da una grande duna di sabbia chiara senza vegetazione.
La Spiaggia d'Oro è, insieme ad altre spiagge di sabbia nel Karpas, un'importante area di nidificazione per le tartarughe marine. È severamente vietato campeggiare sulla spiaggia e nelle aree di protezione circostanti. La Spiaggia d'Oro è anche conosciuta come una spiaggia nudista non ufficiale (aree ad ovest della spiaggia).

## Storia
Nei primi anni dopo l'invasione turca di Cipro nel 1974 la Golden Beach e la punta della penisola di Karpas erano sotto il controllo militare turco e l'accesso era limitato. Dopo la dichiarazione d'indipendenza unilaterale nel 1983, l'area divenne un parco naturale e la protezione fu ulteriormente rafforzata nel 1997 e nel 1998 dalla legge ambientale della TRNC.
Dal 1990 in poi il dipartimento forestale della TRNC permise la gestione di piccoli ristoranti e chalet di legno per il pernottamento in alcune aree intorno alla Golden Beach. Con la crescente consapevolezza per la protezione della natura e la definizione di zone di protezione in linea con gli standard di Natura 2000, i contratti di affitto sono stati revocati e gli operatori sono stati portati in tribunale nel 2013 per non aver pulito l'area. Nel 2016 la corte suprema della TRNC confermò le precedenti decisioni del tribunale e ordinò che i bungalow, i ristoranti e i servizi igienici fossero demoliti entro giugno 2016, cosa che finalmente avvenne solo un anno dopo. La mossa fu applaudita dagli ambientalisti; tuttavia gli ex operatori criticarono la decisione e sostennero che senza di loro nessuno avrebbe pulito la spiaggia e la mancanza di servizi igienici avrebbe causato problemi ai frequentatori della spiaggia e alla natura. Attualmente, non c'è più alcuna costruzione sulla spiaggia stessa, anche se c'è ancora un ristorante sul lato orientale sulla collina che sovrasta la zona della spiaggia.

## Accesso
La Spiaggia d'Oro si trova vicino a una strada costiera che porta dal villaggio di Rizokarpaso/Dipkarpaz al Monastero dell'Apostolo Andrea e alla punta della penisola (Capo Sant'Andrea). La spiaggia dista circa 20 km dal centro del villaggio e 9 km dal monastero. La strada è asfaltata, ma in cattive condizioni con buche occasionali; gli ultimi cento metri della strada per il parcheggio sono sterrati. Durante l'alta stagione la Golden Beach è stata una delle fermate di un collegamento regolare di autobus (Karpaz-Express) che serve Kyrenia e diversi luoghi di interesse turistico nella zona di Karpaz. Questo collegamento di autobus è attualmente interrotto. Gli autobus turistici si fermavano per una o due ore sulla spiaggia.